# Telenomus longicornis
Telenomus longicornis är en stekelart som beskrevs av William Harris Ashmead 1901. Telenomus longicornis ingår i släktet Telenomus och familjen Scelionidae. Inga underarter finns listade i Catalogue of Life.